# Sinus frontal
Les sinus frontaux sont l'une des quatre paires de sinus paranasaux situés derrière les arcades sourcilières. Les sinus sont des espaces aériens tapissés par la muqueuse dans les os de la face et du crâne. Chacun débouche dans la partie antérieure du méat nasal moyen correspondant à travers le canal frontonasal qui traverse la partie antérieure du labyrinthe de l'ethmoïde.

## Structure anatomique

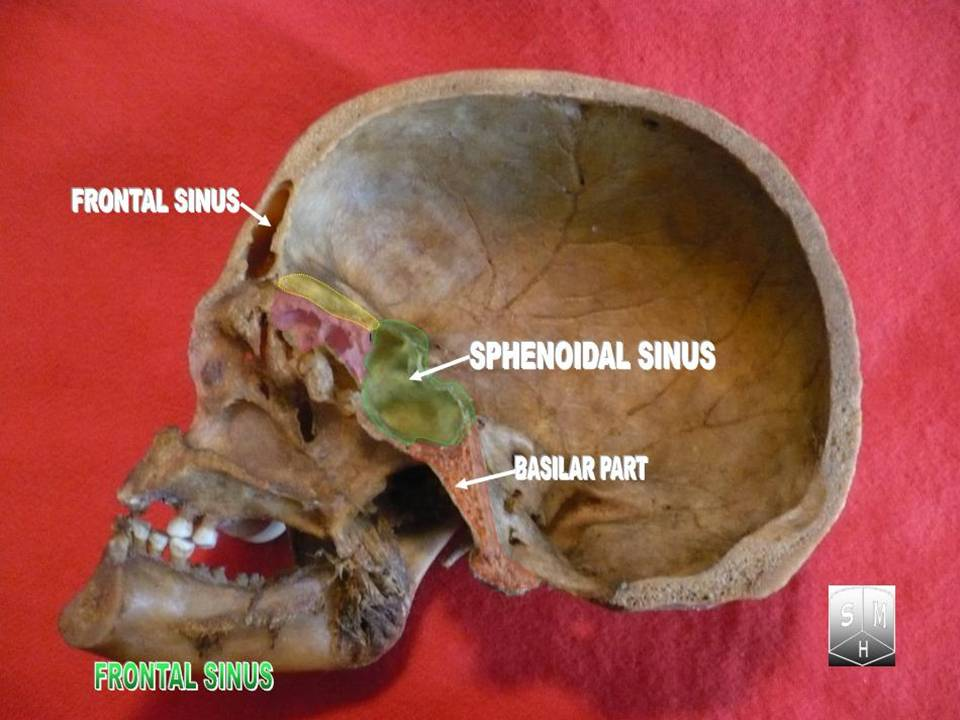
Sinus Frontal

Les sinus frontaux sont rarement symétriques et le septum (la cloison séparant les deux sinus droit et gauche) entre eux dévie fréquemment vers l'un des côtés de la ligne médiane.

### Dimensions
Leurs mesures moyennes sont comme suit :
- La hauteur : 28 mm,
- La largeur : 24 mm,
- La profondeur : 20 mm,
- Créant un espace de 6-7 ml[1].

### Innervation et vascularisation
La membrane muqueuse de ce sinus est innervée par le nerf supra-orbitaire (en), qui transporte les fibres nerveuses parasympathiques postganglionnaires pour la sécrétion du mucus venant du nerf ophtalmique, et elle est irriguée par l'artère supra-orbitaire et l'artère ethmoïdale antérieure.

## Développement
Les sinus frontaux sont absents à la naissance, mais ils sont généralement bien développés et fonctionnels entre la sixième et la huitième année, bien qu'ils continuent à croître plus lentement jusqu'à atteindre leur taille maximale après la puberté. C'est d'ailleurs la raison pourquoi de nombreux enfants subissent une augmentation soudaine de la production de mucus à cet âge et apprennent à réagir en conséquence. L'os frontal est membraneux à la naissance et la région des sinus est occupée par un récessus en développement jusqu'à ce que le développement corporel s'accélère et que les os commencent à s'ossifier à l'âge de deux ans. Par conséquent, cette structure n'apparaît pas sur les radiographies avant cet âge. Le développement des sinus commence dans l'utérus, les sinus maxillaires et ethmoïdaux sont présents dès la naissance, les sinus sphénoïdaux sont également présents à la naissance mais sont très petits. Environ 5% des personnes ont des sinus frontaux absents.

## Fonction
Par sa production abondante de mucus, le sinus est un élément essentiel de la défense immunitaire/filtration de l'air réalisée par le nez. Les muqueuses nasales et sinusales sont ciliées et elles déplacent le mucus vers les choanes et enfin vers l'estomac. Les couches supérieures épaisses du mucus nasal piègent les bactéries et les petites particules dans des tissus abondamment pourvus de cellules immunitaires, d'anticorps et de protéines antibactériennes.

## Importance clinique

### Infections
L'infection du sinus frontal provoquant une sinusite peut entraîner de graves complications, car il se trouve à proximité de l'orbite et de la cavité crânienne : cellulite orbitaire, abcès épidural et sous-dural, méningite.

### Fractures
Les fractures du sinus frontal surviennent à la suite d'un traumatisme subi par la partie de l'os frontal qui recouvre le sinus, souvent à la suite d'accidents de la voie publique et de chutes. La caractéristique d'une fracture du sinus frontal est une dépression frontale dans la table antérieure de l'os. De plus, une fuite de liquide clair du nez peut indiquer que des fractures de la table postérieure se sont déchirées vers la dure-mère, créant une fuite de liquide céphalo-rachidien (LCR).

### Reconstruction esthétique
Dans le cas de la chirurgie de féminisation faciale, des modifications du sinus frontal peuvent être apportées pour rendre le visage plus féminin, en plus d'adoucir les bords orbitaires. Les opérations du front pour la féminisation ont été décrites pour la première fois par Dr. Douglas Ousterhout dans les années 1980.